# Alma (Nuovo Messico)
Alma è una comunità non incorporata della contea di Catron nel Nuovo Messico, negli Stati Uniti. Si trova a nord di Glenwood e a sud di Reserve.

## Storia
Il sergente James C. Cooney progettò una città sul sito di Alma nei primi anni 1870, ma non andò a buon fine. La città fu acquistata da un tale capitano Birney, che gli diede il nome di "Alma" in onore di sua madre. Nel 1882 venne aperto l'ufficio postale di Alma, che rimase operativo fino al 1931.
La città fu la dimora di Butch Cassidy e della famigerata banda Il mucchio selvaggio di Sundance Kid per un breve periodo. Lavorarono nel vicino WS Ranch. Secondo quanto riferito, il caposquadra e il proprietario del ranch erano molto contenti del lavoro del mucchio selvaggio da quando il furto del bestiame si fermò mentre erano impiegati nel ranch. Anche Tom Ketchum, Harvey Logan e William Antrim, il patrigno di Billy the Kid, vissero ad Alma per un breve periodo. L'artista Olaf Wieghorst ha lavorato una volta nel Cunningham Ranch vicino ad Alma.
Charlie Siringo scrisse che Butch Cassidy "gestiva un saloon lì sotto il nome di Jim Lowe".
Alma è il sito di una collina degli stivali, che si trova a circa due miglia a nord della città.

### Massacro di Alma
Il "massacro di Alma" fu un raid nelle case dei coloni statunitensi avvenuto nei dintorni di Alma nel 1880. Circa 41 persone furono uccise durante e subito dopo l'episodio. Furono eretti due monumenti per commemorare gli episodi.

### Oggi
Oggi, Alma è etichettata come "città fantasma" dal Dipartimento del turismo del Nuovo Messico. Situata sulla U.S. Route 180, la città ha un ristorante, un piccolo negozio e alcune decine di abitazioni sparse. C'è un cimitero con oltre 100 sepolture risalenti agli anni 1880. I giardini ben tenuti sono contrassegnati da un cartello fatto a mano. Ci sono molti altri cimiteri nelle vicinanze di Alma, tra cui il WS Ranch Cemetery e la Cooney's Tomb.
La città si trova nel mezzo del Blue Range Wilderness, che fa parte della foresta nazionale di Gila nel Nuovo Messico e della foresta nazionale di Apache-Sitgreaves in Arizona.
Nel 1998 lo United States Fish and Wildlife Service reintrodusse il lupo messicano nella sua storica catena montuosa, compresa l'area circostante di Alma. Gli allevatori della zona hanno espresso preoccupazione per l'impatto del lupo sulla popolazione locale dei bovini, mentre gli ambientalisti sostengono che gli allevatori non gestiscono correttamente le loro mandrie. Nel 2000 un giornale locale riportava numerosi avvistamenti di lupi e attacchi di lupi contro il bestiame. Nel frattempo, gli ambientalisti della zona affermano che il governo federale agisce a favore degli allevatori, con il quarantanove percento di tutti i lupi reintrodotti "catturati o uccisi a causa di conflitti con gli allevatori". Il programma di reintroduzione del lupo rimane un "problema", e ci sono ambientalisti, allevatori, forze dell'ordine e altre persone coinvolte.